# Sainte-Eulalie-en-Royans
Sainte-Eulalie-en-Royans – miejscowość i gmina we Francji, w regionie Owernia-Rodan-Alpy, w departamencie Drôme.
Według danych na rok 1990 gminę zamieszkiwały 402 osoby, a gęstość zaludnienia wynosiła 65 osób/km² (wśród 2880 gmin regionu Rodan-Alpy Sainte-Eulalie-en-Royans plasuje się na 1232. miejscu pod względem liczby ludności, natomiast pod względem powierzchni na miejscu 1420.).